# Assedio di Wasit
L'assedio di Wāsiṭ vide come attori l'esercito khorasanico creato dalla cosiddetta Rivoluzione abbaside, al comando di al-Ḥasan b. Qaḥṭaba e del futuro Califfo al-Mansur, e la guarnigione omayyade di Wāsiṭ, guidata dall'ultimo governatore omayyade dell'Iraq, Yazīd b. ʿUmar b. Hubayra.
Yazīd era stato obbligato a lasciare Kufa a causa della ribellione dei simpatizzanti degli Abbasidi, e a fuggire alla volta di Wāsiṭ, dove fu assediato dall'agosto-settembre 749 fino alla sua resa nel giugno-luglio dell'anno successivo. L'assedio fu contrassegnato da costanti attacchi e sortite, ma man mano che esso progrediva, il morale della guarnigione omayyade crollò e le solite divisioni interne tra tribù qaysite e yemenite divennero sempre più manifeste. Non appena giunse la notizia della disfatta califfale nella battaglia dello Zab e la conquista abbaside del Bilād al-Shām (Siria), cominciarono le defezioni. Nondimeno Yazīd tenne duro per un ulteriore mese, finché non ricevette la promessa di immunità per sé e i suoi uomini dal Califfo Abū l-ʿAbbās al-Saffāḥ. Eppure, Yazīd e i suoi ufficiali anziani furono giustiziati subito dopo la resa per ordine di al-Saffāḥ, che tradì senza esitazioni la sua parola data.